# Stora Mörttjärnet (Gunnarskogs socken, Värmland)
Stora Mörttjärnet är en sjö i Arvika kommun i Värmland och ingår i Göta älvs huvudavrinningsområde.